# Hamburger Hydra

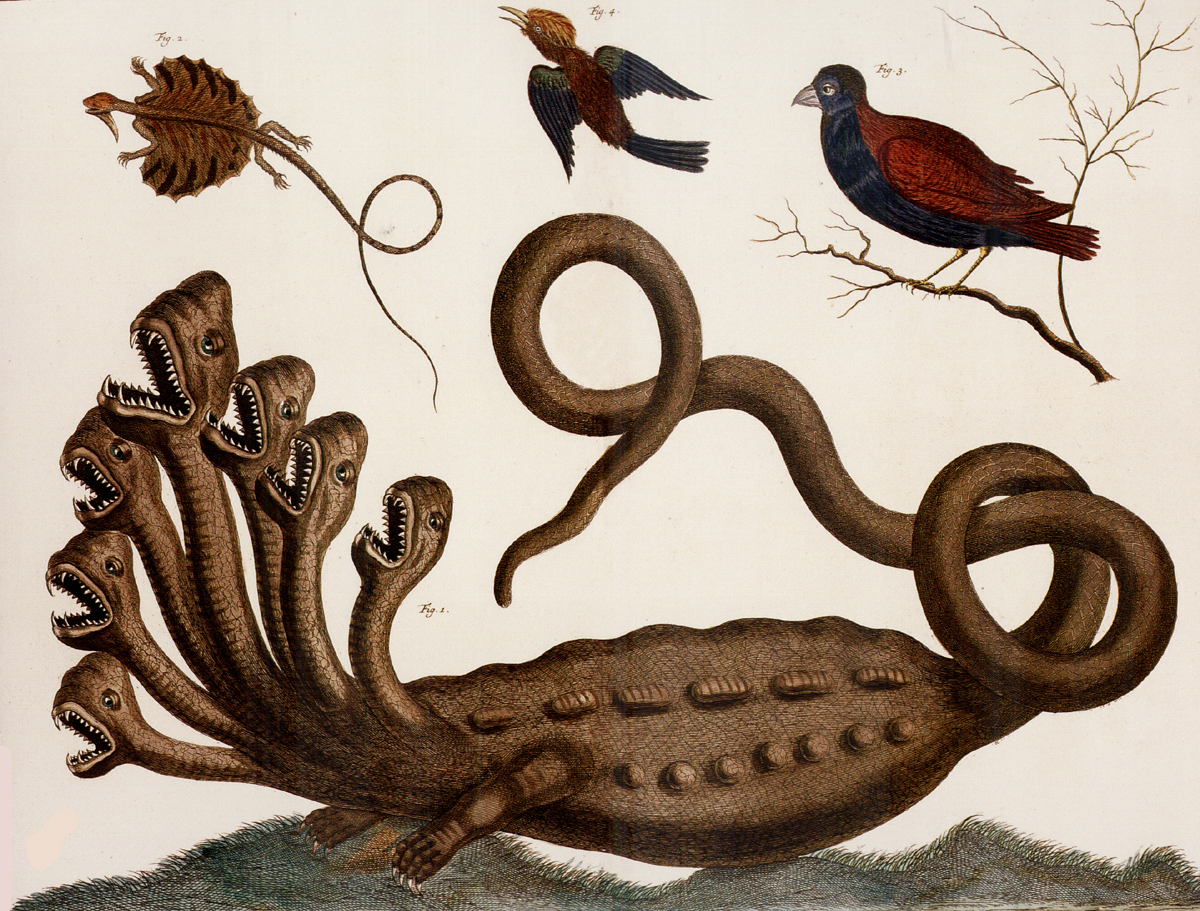
Die „Hamburger Hydra“ in Albert Sebas „Thesaurus“ von 1734 (Band 1, Tafel 102, Nr. 1) im Großfolio-Format (48 × 32 cm)

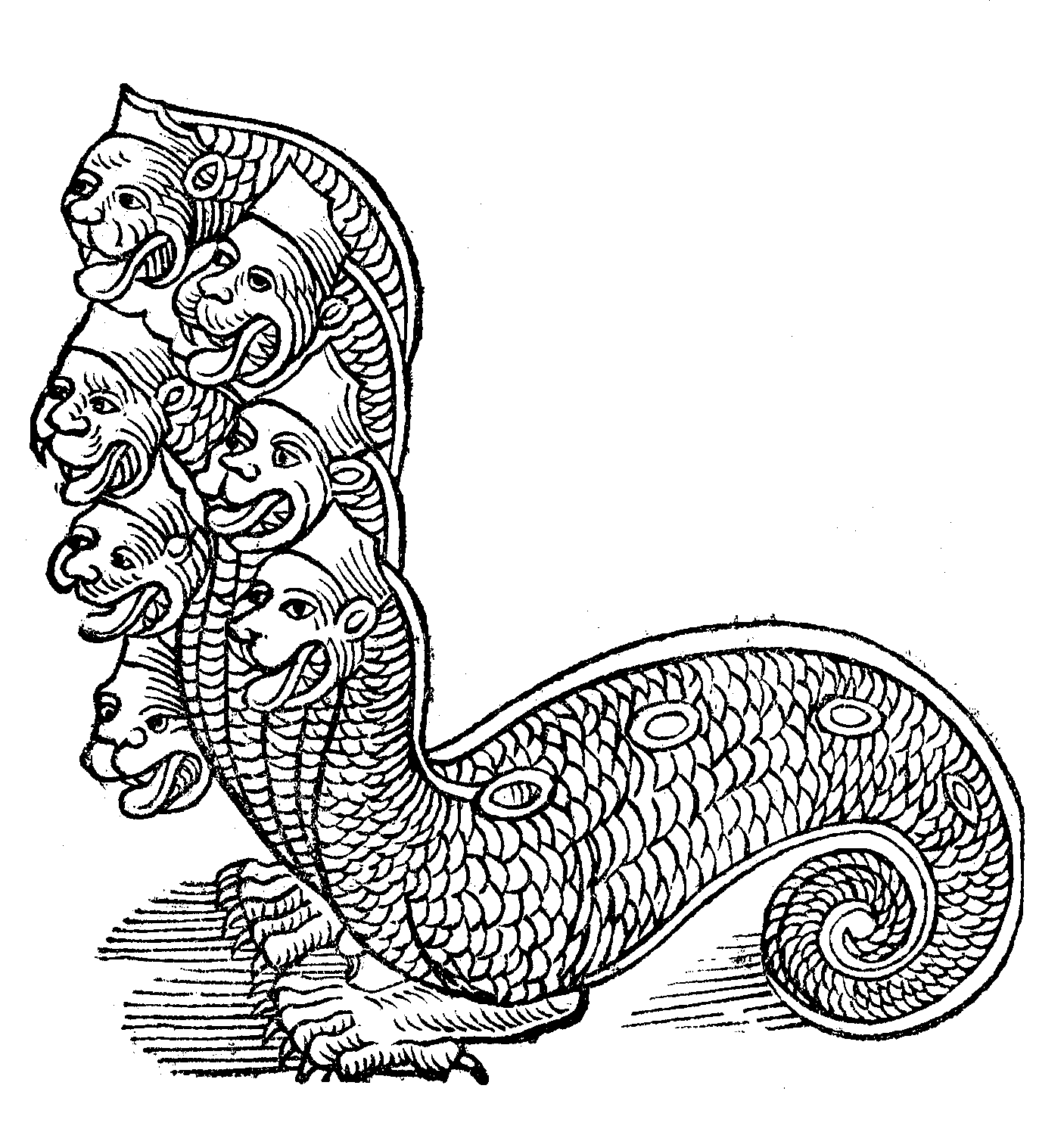
Darstellung der siebenköpfigen Schlange aus Lycosthenes’ Werk Prodigiorum ac ostentorum chronicon von 1557

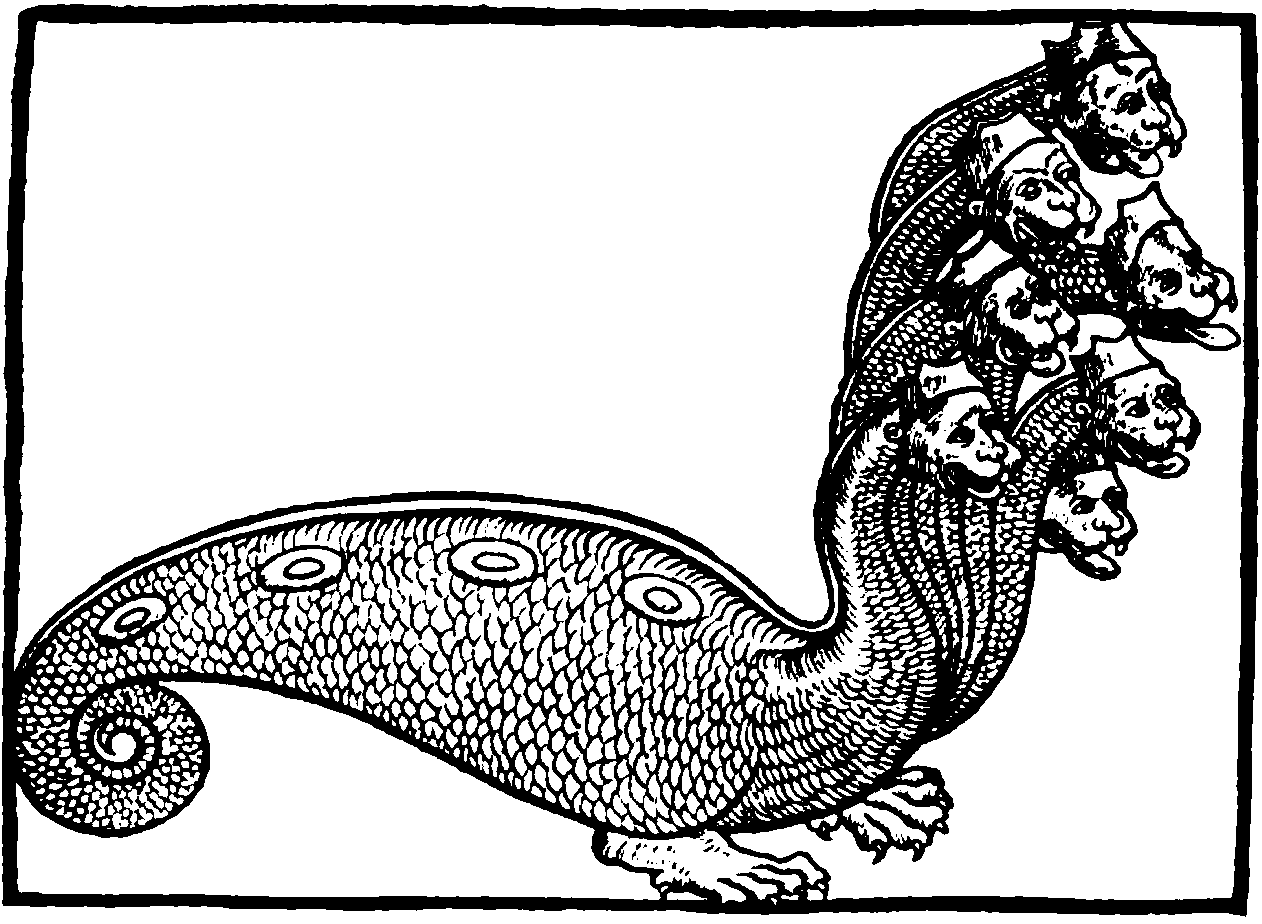
Lycosthenes’ Darstellung wurde in leicht veränderter Form drei Jahre später von Boaistuau wiederverwendet. Die Illustration wurde in den Werken von Conrad Gessner (1587), Edward Topsell (1608) und Ulisse Aldrovandi (1640) kopiert.

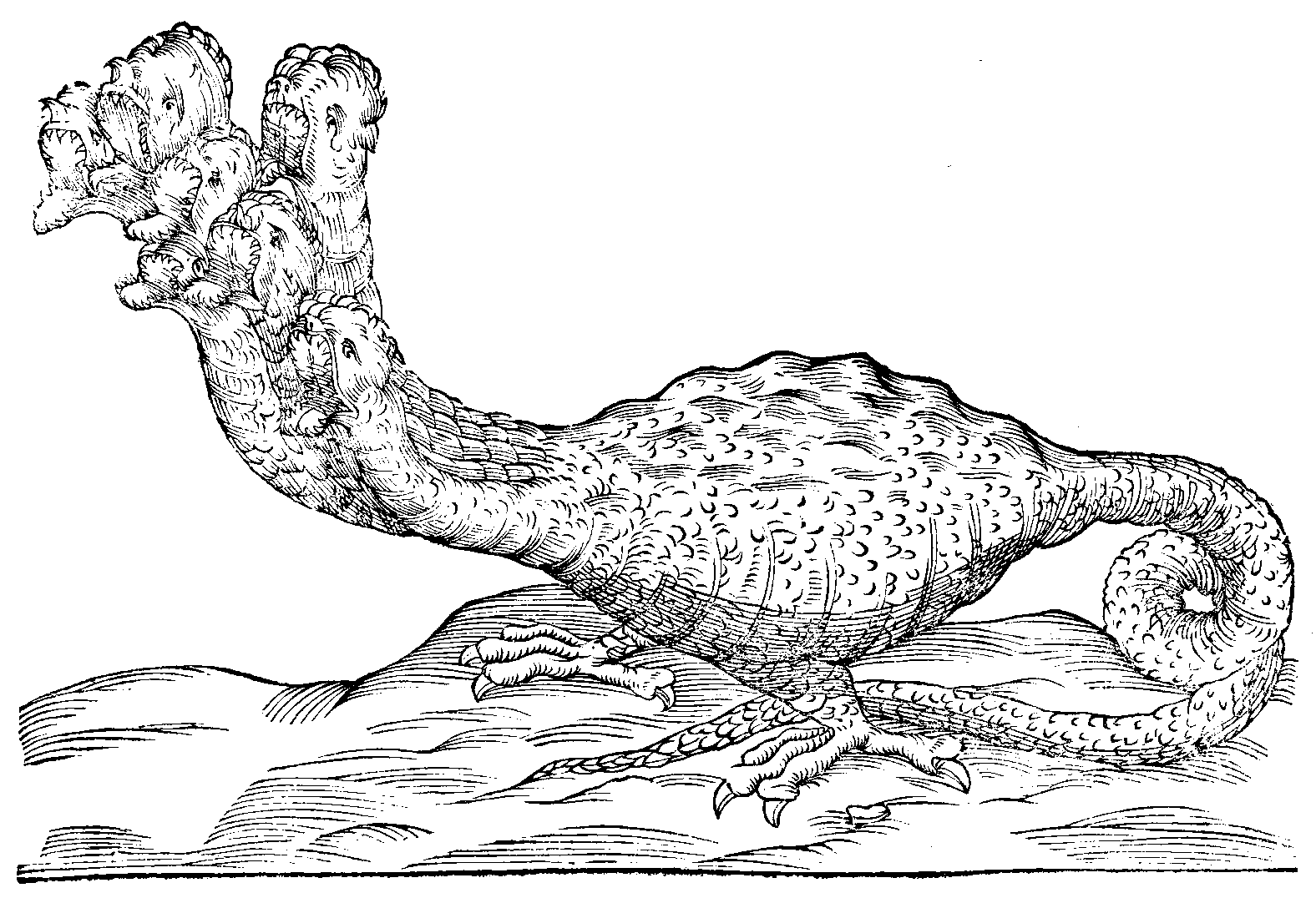
Darstellung einer weiteren siebenköpfigen Hydra aus Ulisse Aldrovandis postumer Schrift Serpentum, et draconum historiae von 1640

Die Hamburger Hydra oder Sebas Hydra war eine präparierte, siebenköpfige, zweibeinige, flügellose Hydra, die sich als Sammlerstück in einer Hamburger Naturaliensammlung befand. Im Mai 1735 wurde sie dem nach Holland durchreisenden jungen Carl von Linné präsentiert und von ihm als Fälschung entlarvt. Man hatte auf eine Schlangenhaut sieben Wieselköpfe aufgenäht.

## Linnés Aufenthalt in Hamburg
Linné, begleitet von seinem Studenten Clas Sohlberg (1711–1773), hielt sich vom 9. bis 27. Mai 1735 in Hamburg auf. Aus seinem Reisetagebuch Iter ad exteros  geht hervor, dass er am 13. Mai 1735 nach dem Besuch der Bibliothek gemeinsam mit Johann Peter Kohl, dem Herausgeber der Zeitschrift Hamburgische Berichte von den neuesten Gelehrten Sachen, die von Albert Seba in dessen „Thesaurus“ von 1734 beschriebene „Hydra“ begutachten konnte. Anschließend besichtigten sie noch das Naturalienkabinett von Johann Friedrich Natorp und statteten Gottfried Jacob Jänisch einen Besuch ab.
In Kohls Zeitschrift erschien kurz nach Linnés Abreise eine, wahrscheinlich von ihm selbst verfasste, Darstellung seines Besuchs:

„[…] Wie er aber dieses monstrum durch Huͤlfe eines guten Freundes, bei einem hiesigen vornehmen Kaufmann, so wie es in dem dazu verfertigten etwa I und einer halben Elle langen Kasten in seinem noch vollkommenen Wesen einbalsamiret lag, konte er sich nicht genug daruͤber verwundern, und es nicht gnug betrachten, bevorab, da Er bei scharfer Untersuchung in den Rachenweit aufgesperrten und von Moder ein klein wenig angefressenen Koͤpfen der Schlangen, der den Wieselgen ihren fast gleichen Zaͤhne ansichtig […]“

In seinem Reisetagebuch vermerkt Linné eine genauere Beschreibung: „Die Füsze hatten 4 einzelne Zehen, ohne Hufe. 7 Köpfe und Hälse, ohne Flügel. Zähne wohlbemerkt dem Marder ähnlich […] Länge 2 Ellen (1,50 Meter), keine Ohren, keine Nasenlöcher. Was innen ist, weiß ich nicht.“ Stolz merkt er an „Nemo ante me fallaciam detegere potuit!“ (Niemand vor mir hat entdeckt, dass es eine Fälschung ist!).
Am 26. Mai besichtigte Linné das Antiquitäten- und Raritätenkabinett des Hamburger Bürgermeisters Johann Anderson. Am darauffolgenden Tag verließ er Hamburg. Am 15. Juni, zwei Tage nach seiner Ankunft in Amsterdam, besuchte Linné schließlich Sebas Sammlung.

## Eigentümer
Im Sommer 1648, kurz vor dem Ende des Dreißigjährigen Krieges, eroberte Hans Christoph von Königsmarck den westlichen, am linken Ufer der Moldau gelegenen Teil von Prag. Die junge Königin Christina von Schweden wies ihn daraufhin an, dortige Kunstschätze der schwedischen Krone zuzuführen (Prager Kunstraub). Unter den geraubten Schätzen befand sich die „Hydra“, die dort auf dem Altar einer Kirche gestanden haben soll. Sie verblieb im Besitz der Familie Königsmarck, bis der letzte männliche Erbe, Philipp Christoph von Königsmarck, 1694 unter ungeklärten Umständen verschwand. Seine Schwester Amalie Wilhelmine war mit dem 1703 in Hamburg verstorbenen Carl Gustav von Löwenhaupt verheiratet. Deren Tochter Ulrika Augusta (1691–1735) hatte Jakob Axel Staël von Holstein geheiratet. Das auf 40.000 Reichstaler geschätzte und zum Verkauf stehende Objekt wurde bei einem Hamburger Handelshaus deponiert und konnte dort, nach Absprache mit von Holstein, besichtigt werden. Jencquel gibt 1727 in seiner Museographia an, nichts über dessen Verbleib zu wissen. Seba nennt in seinem „Thesaurus“ von 1734 die Hamburger Kaufleute Dreyer und Hambel als Eigentümer.
Von seinem Besuch am 9. November 1765 bei Linné überliefert Johann Beckmann die Darstellung, dass sich die „Hydra“ im Besitz des Bruders des Hamburger Bürgermeisters befand und ihm Johann Heinrich von Spreckelsen riet, Hamburg schnell zu verlassen. Diedrich Heinrich Stöver (1767–1822), der die erste umfassende Biografie Linnés verfasste, gab Spreckelsen als Eigentümer an. Aus Linnés eigenen Aufzeichnungen lässt sich, anders als von ihm später behauptet, nicht ableiten, dass sich die „Hydra“ im Besitz des Hamburger Bürgermeisters Anderson (oder dessen Bruders Paulus) befunden hat. Gabriele Peters (1936–1992) gibt Natorp als Eigentümer an.

## Nachwirkung

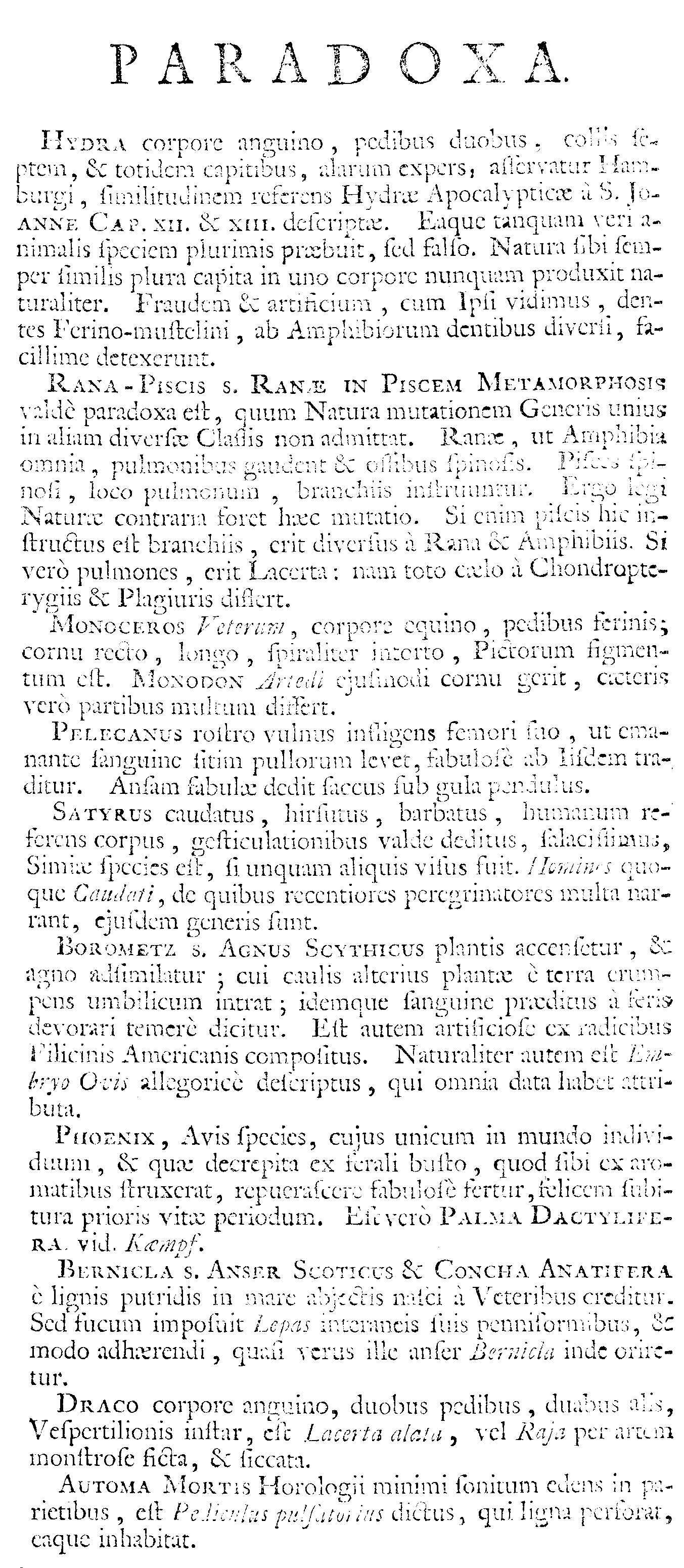
„Paradoxa“ in der 1. Auflage von Systema naturae (1735)

Linnés erste Ausgabe seines Werkes Systema naturae von 1735 enthält einen Abschnitt „Paradoxa“. Im ersten Eintrag „Hydra“ verwies er auf das in Hamburg begutachtete Exemplar:

“HYDRA corpore anguino, pedibus duobus, collis septem, & totidem capitibus, alarum expers, asservatur Hamburgi, similitudinem referens Hydræ Apocalyptiæ a S. Joanne Cap. XII. & XIII. descriptæ. Eaque tanquam veri animalis speciem plurimis præbuit, sed falso. Natura sibi semper similis plura capita in uno corpore nunquam produxit naturaliter. Fraudem & artificium, cum Ipsi vidimus, dentes Ferino-mustelini, ab Amphibiorum dentibus diversi, facillime detexerunt.”

„Es wird ein vielkoepfiger Wasser-Drache mit einem Schlangen-Leib, zwey Fuessen, sieben Haelsen und so viel Koepfen, ohne Fluegel zu Hamburg aufbewahret, welcher eine Gleichheit hat mit dem Drachen der in der Offenbahrung Johannis C. XII. XIII. beschrieben ist. Dieser ist von vielen fuer ein rechtes Thier, aber mit Unrecht angesehen worden. Die Natur, welche immer auf gleiche Art wuercket, hat ordentlicher Weise noch niemahls mehrere Haeupter auf einem Leibe hervorgebracht. Den kuenstlichen Betrug haben mir, als ich es selbst gesehen, die Zaehne der unter die vierfueßigen wilden Thiere gehoerigen Wiesel, welche sehr von den Zaehnen der Thiere, die zugleich auf dem Wasser und auf dem Lande leben, unterschieden sind, verrathen.“

Mit dem „Frosch-Fisch“ („Rana-Piscis“, ein Frosch, der sich in einen Fisch verwandelt) führte Linné ein weiteres „Paradoxon“ auf, das auf einer Abbildung Sebas beruht. In einem frühen Entwurf von Systema naturae übte Linné harsche Kritik an Seba. Auf Anraten seines Gönners Jan Frederik Gronovius strich Linné diese Kritik wieder heraus.
Die „Paradoxa“ blieben bis zur 5. Auflage ein Bestandteil seines Werkes. Bei der Erstbeschreibung des Gemeinen Flugdrachens (Draco volans) in der 10. Auflage von Systema Naturae erwähnte Linné in einer Fußnote Sebas Abbildung der Hydra: „Dracones omnes reliqui authorum fabulosi sunt, ut HYDRA, Seb. mus. 1. t. 102. f. 1. Hamburgi a nobis visa, non naturae, sed artis opus eximium.“ Den „Frosch-Fisch“ beschrieb er dort als Rana paradoxa.

## Vorherige Darstellungen
Konrad Lykosthenes berichtet 1557 in seinem Prodigienbuch Prodigiorum ac ostentorum Chronicon, dass eine „Monströse Schlange“ („serpens monstrosus“) 1530 aus dem Osmanischen Reich nach Venedig gelangte und das schätzungsweise 6000 Dukaten teure Objekt in den Besitz von König Franz I. von Frankreich überging. Ein Holzschnitt der Kreatur begleitete den Bericht. Autoren wie Pierre Boaistuau (Histoires prodigieuses les plus memorables, 1560), Conrad Gessner (Historiae animalium lib. V., 1587), Edward Topsell (um 1572–1625) und Ulisse Aldrovandi (Serpentum, et draconum historiae libri duo, 1640) verwiesen auf Lykosthenes’ Darstellung der „Hydra“.
Aldrovandi kannte ebenfalls eine siebenköpfige Hydra. Aldrovandi berichtet überdies, dass ein Gonzaga in Mantua zwecks Prüfung der Kritik sein Exemplar seziert habe. Joseph Furttenbach, der während seiner Italienreise Mantua passierte, beschrieb 1627 in seinem Reisebericht die Wunderkammer der Gonzaga in Mantua und vermerkte zu einem Sammlungsstück: „Ein Hydria oder Drachen / die hat 7 Koͤpff / vnd auch so viel Haͤlß / Ihr laͤnge ist 3 Schuch / die ist gar zierlich außgefuͤlt / vnd Curiosisch zu sehen.“
Giambattista Basiles Pentameron-Drachentöter-Geschichte Der Kaufmann (Lo mercante) war womöglich von diesem Artefakt inspiriert.